# 文咸
第一代從男爵文咸爵士，Bt，KCB（1803年9月7日—1863年10月8日），又譯般咸、般含、文翰、蒙咸或濮亨，英國東印度公司及殖民地官員，1836年至1843年出任第四任海峽殖民地總督，後於1848年至1854年出任第三任香港總督，並兼任駐華全權公使及駐華商務總監等職。
不同前兩任港督，文咸在任時聲望良好，亦平息了香港居民對政府的不滿。文咸在任港督期間為定例局首次引入非官守議員的議席，又成功緊縮開支，以及爭取使香港地契由75年延長至999年。另一方面，文咸任內亦曾多番與清廷兩廣總督徐廣縉交涉，要求准許英商踐約進入廣州城，但最後沒有下文。文咸曾於1853年訪問南京與太平天國領袖展開會談，會談的不快促使英國對太平天國採取中立的態度。

## 生平

### 家庭背景
文咸在1803年9月7日出生於英國根德郡法弗舍姆，是父親喬治·般咸上校（Captain George Bonham）與第二任妻子依莎貝拉·拜恩斯·伍德蓋特（Isabella Baines Woodgate，？－1852年6月18日）所生的長子，夫婦兩人在1802年10月28日結婚。在此以前，喬治·般咸上校曾在1797年3月18日與寶麗娜·勒欣頓（Paulina Lushington）結婚，但二人不久在1802年6月離婚。
文咸有一同父異母的兄長，名叫喬治·威廉·般咸少校（Major George William Bonham），在東印度公司工作。另外，文咸另有胞妹叫依莎貝拉·夏洛特·般咸（Isabella Charlotte Bonham，1808年4月16日－1872年2月5日），她在1825年2月19日嫁給比利時的約瑟夫·費迪南·都儲蒙伯爵（Comte Joseph Ferdinand d'Oultremont，1797年2月27日－1869年4月11日）。

### 早年事蹟
文咸一家乃英格蘭雅息士歷史悠久的地方望族，祖上塞繆爾·般咸上校（Captain Samuel Bonham，1677年－1745年2月28日）靠奴隸貿易發跡，1740年在雅息士建成家族宅第奧實府（Orsett House）。至於文咸的父親也同樣從事出海貿易，是東印度公司的員工，可是他在1810年於南中國海指揮東印度公司船隻「真英國人號」時遇上颱風，船隻遇險，而他的父親因失蹤而被判定遇險身亡，當時文咸只有7歲。
儘管文咸年幼喪父，但這沒有影響他跟從亡父與及同父異母的兄長，選擇加入東印度公司工作。文咸早年參加過東印度公司提供的法律課程，學成後即於1818年獲公司指派工作。

### 殖民地生涯
文咸最先在1818年被派往英國位於印尼蘇門答臘的殖民地，明古連（今明古魯省）馬爾博羅堡擔任抄寫員，至1823年獲擢升調到星加坡（今新加坡）出任參政司（Resident）助理。至1833年12月，文咸獲委任為星加坡參政司，任內曾在1834年至1835年署任海峽殖民地總督，為期數月。
在1836年11月，文咸進一步獲委任為海峽殖民地總督，當時年僅33歲。在任三洲府總督期間，他同時主管了馬六甲及星加坡地區，1837年至1843年時還兼任威爾士太子島（今檳城檳榔嶼）總督。在任內，為了削減開支，他致力於精簡當地的司法架構，除了限制執業律師的人數外，更親自負責審理案件，以提升法庭的審案效率。此外，文咸任內選擇以星加坡為辦公地點，自他以後，歷任海峽殖民地總督都在當地辦公。文咸後於1843年1月卸任總督，返回英國。
過了一段日子後，文咸再被起用，於1848年被委為第三任香港總督。在此以前，文咸的前任戴維斯爵士曾因為大肆徵稅以致大失民心，相反，文咸在任海峽殖民地總督期間，當地政通人和，頗受愛戴，再加上文咸向以為人務實敦厚著稱，又具管治華人的經驗，因此在得到時任外相巴麥尊勳爵的力薦下，英廷選擇以文咸為港督，試圖挽回香港居民對政府的信心。
在上任之前，英廷特別向文咸授予CB勳銜，他未幾在1848年3月21日抵港履新，除了港督職務外，他還同時兼任英國駐華全權公使、英國駐華商務總監和香港島海軍中將，全面主理對華的外交及貿易事務，在同年4月8日，文咸復以威妥瑪出任港督私人秘書。文咸曾於其他殖民地任職，富有殖民地行政管理經驗，這亦使他成為首位在殖民地政府出身的港督。

### 香港總督

#### 挽回民心

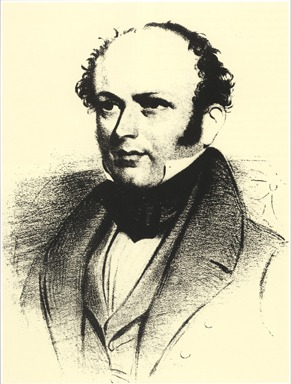
前任港督戴維斯爵士的施政因深受非議而黯然下台。

文咸上任港督以後，立即著手於挽回民心。一方面，他宣佈取消前任總督設立的不合理稅收，使華人不再罷市離埠；另一方面，為了討好不滿的英商，在得到時任陸軍及殖民地大臣格雷勳爵的准許下，文咸在1849年11月邀請十五名非官守太平紳士，表示打算委任其中兩人為定例局非官守議員。十五名太平紳士隨後在同年12月推舉出渣甸洋行大班大衛·渣甸及威廉·渣甸的外甥約瑟·艾德格出任議員，其中又以大衛·渣甸出任首任首席非官守議員，兩人其後於1850年6月正式履新。自此以後，歷年定例局內皆置有非官守議席，而渣甸洋行在第二次世界大戰以前在定例局（後稱立法局）更必定佔有席位。
雖然文咸曾認為「學習中文會使人頭腦糊塗」，他本人亦對於在政府晉升懂中文的人士顯得十分抗拒，但文咸其實也十分關注華人社區的利益。在任內，他准許華人領袖負責解決發生於華人社區的民事糾紛，而對於法院出現對華人不公的審訊，他亦會運用總督特權加以介入；此外，文咸又引入不少措施，防範對英國法律欠缺認識的華人遭人蒙騙。
文咸在香港的政策成功地挽回民心，使政府重拾英商、英籍與華籍居民的支持，這使得其功績深受英廷肯定，並決定在1850年向他授予KCB勳銜，成為爵士。

#### 緊縮開支
儘管撤銷了前任港督立下的種種苛稅，但政府的財政問題卻更形嚴重。為了解決港府的財政問題，文咸曾經一度不支取薪金，而且還擱置不少已計劃好的大型工程，當中擬建的香港動植物公園更被無限期押後，到1864年方才建成。此外，文咸任內又削減警隊規模，合併政府職位，甚至將部份政府工作外判，以求大幅削減政府開支。
另一方面，為了鼓勵土地買賣，以及增加土地拍賣的收入，文咸仿傚星加坡，在1849年3月3日刊憲宣佈香港地契有效期將由原先的75年大幅延長至999年，意味土地擁有權之穩定性將獲得大幅度的保障；同時間，政府又撤銷拍賣土地所收取的拍賣稅，但改為向拍賣商收取牌照費。文咸的賣地政策除了得到商人歡迎，也大大助長了香港的土地買賣，為政府庫房帶來可觀的收益。
文咸的開源節流政策使港府財政狀況得以大大改善，港府開支由1846年的49,000英鎊減至1847年的36,900英鎊，到1851年更進一步減至15,500英鎊。英國殖民地原本計劃每年向香港撥款不多於25,000鎊，但至1850年時，香港提出的撥款要求已自行減至少於20,000鎊，到1854年時更減至少於9,000鎊。大抵上，文咸卸任以後，撇除軍費開支，港府基本上已做到財政自給。

#### 社會建設

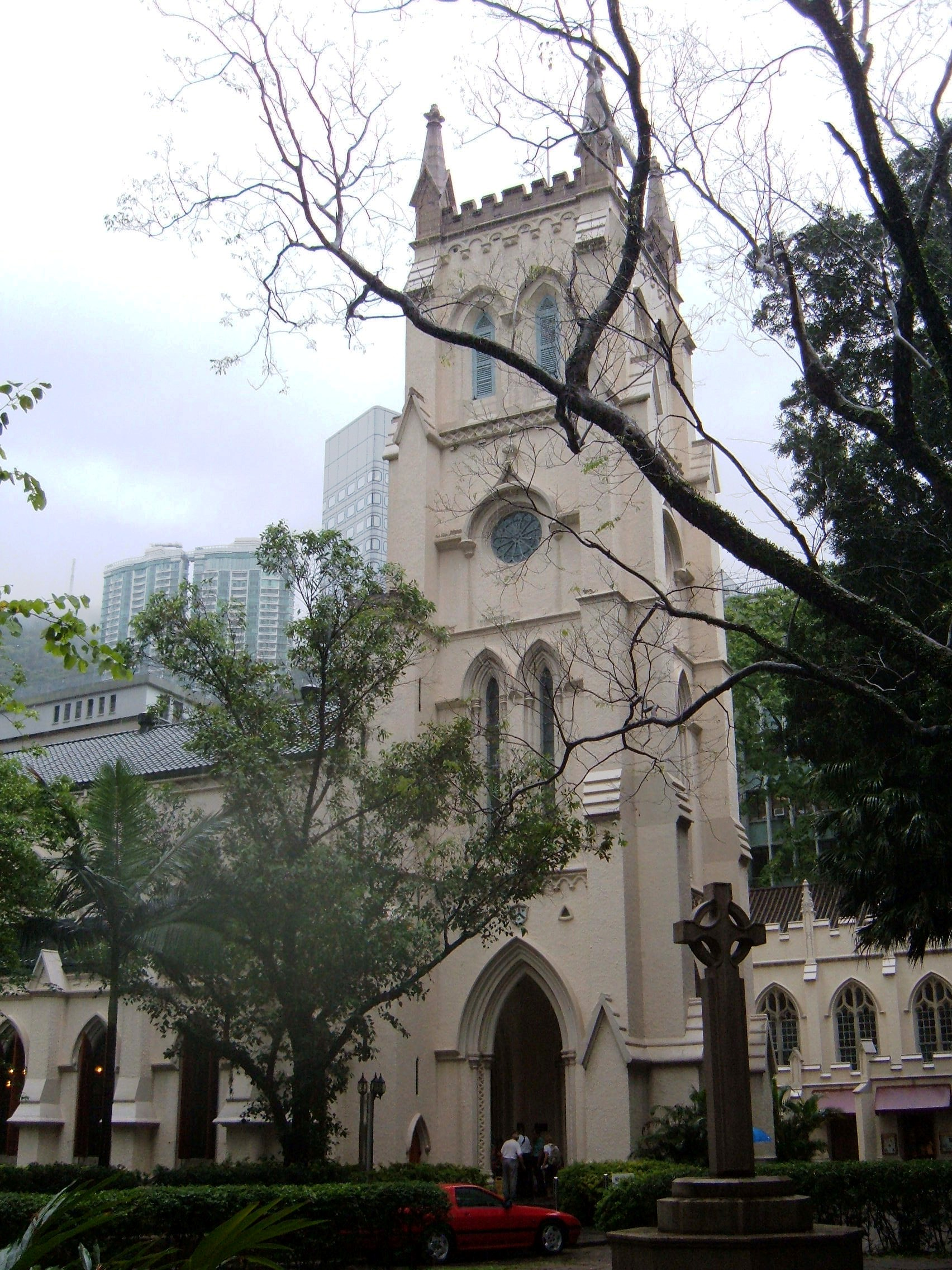
聖約翰座堂

雖說文咸任內減少基建工程，但他仍在1851年動用14,940鎊，命令總測量官急庇利興建港督府。港督府在1855年正式竣工，其時文咸已經卸任，因此他沒有機會搬進港督府。終文咸一任，他一直租借渣甸洋行位於灣仔面海的樓房，作為辦公和起居的地方。而除了港督府外，1847年奠建興建的聖約翰教堂亦在1849年3月11日落成啟用，教堂前後共銀8,736鎊，後於1852年獲晉升為座堂，至於香港聖公會的首任會督施美夫則獲文咸委為教育委員會主席，主管教育事務。
此外，在1851年12月28日，上環（今蘇杭街一帶）發生大火，燒毀房屋四百多座，造成三十多人死亡，並留下大堆瓦礫。很多人對本來對瓦礫的處理甚感苦惱，但文咸想到把瓦礫推到附近岸頭，填海造地，既可增加土地供應，又可輕易處理瓦礫，一舉兩得。文咸填海計劃在1852年展開，是為香港第一個正式的填海工程，計劃使維多利亞港上環及中環西部一帶開闢不少土地，自此以後，港府接續對維港進行大小的填海。
文咸任內亦於1848年11月建成了香港第一所的公立醫院，但大抵而言，當時香港的醫療設備及衛生環境仍十分落後，而且疫病更經常在香港肆虐。僅就1850年而言，在流行性疾病橫行下，香港一年有百分之十的歐裔居民染病死亡，其中軍人更佔上歐裔死亡人數的百分之二十。

#### 海盜為患
在文咸任內，香港的海盜活動非常猖獗，屢有沿海居民及商船遇劫，當中以徐亞保及赤柱黃麻角人士「十五仔」的兩股海盜最為活躍。在1849年，文咸下令派海軍聯同清廷水師剿盜，使徐亞保一方重創敗逃；英軍同年又擊潰「十五仔」的勢力，最後向清廷投誠。翌年，英軍所發現徐亞保蹤跡，並在大鵬灣再度重創徐亞保及其餘部，徐亞保後於前赴清廷投誠途中被部眾出賣，最後被英軍所拘捕，並於獄中自縊身亡。
除了中國海盜以外，文咸任內的香港水域也有外籍海盜出沒。在1851年6月，英籍海盜芬頓登上葡萄牙船隻劫掠，並殺害兩名葡籍軍官。芬頓後於同年12月再度作案時被捕，翌年1月被法庭宣告無罪，結果引起了葡屬澳門政府大為不滿。文咸本身與澳門政府保持了良好關係，在文咸的介入下，芬頓被改判三年有期徒刑，事件才得以平息。
終文咸一任，最初香港雖然海盜為患，但經他加以大舉掃蕩以後，香港水域的海盜問題在他任內終於得以大幅度改善。

#### 踐約入城
自從《南京條約》在1842年簽訂後，英方一直要求履行進入廣州城的條款，幾經爭論，前任港督戴維斯爵士才於1847年與時任兩廣總督耆英達成協議，答應兩年後讓外國人入城。
文咸對清廷能否履約十分關注，在上任後不久，文咸在1848年4月29日登上停泊於虎門的英艦，會見新任兩廣總督徐廣縉，商討有關踐約入城的事宜。雖然徐廣縉特意登上英艦以示坦白，但兩人在有關議題上卻毫無進展。未幾，文咸在同年6月7日致函徐廣縉，正式表示應就明年4月開城前的細節準備展開磋商，惟徐廣縉此時以入城激起民怨，做成困擾為由而加以拒絕。此後，雙方多次進行書信來往，仍未能將問題解決。

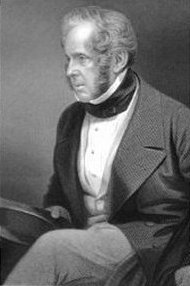
時任英國外相巴麥尊勳爵一度建議只讓文咸及駐廣州領事寶靈博士兩人入城。

當時的英國外相巴麥尊勳爵曾建議英方作出讓步，將入城的權利縮減至僅限於文咸及英國駐廣州領事寶靈博士兩人，但巴麥尊勳爵隨後改變立場，認為硬要進入一個充滿敵對態度的城市，實屬無謂，故此打消了讓步的念頭。在同年12月，巴麥尊勳爵復致函文咸，表示可將有關議題暫擱。
在1849年1月，中、英雙方再就入城議題展開討論，文咸與徐廣縉二人復於2月17日至2月18日在虎門舉行兩日會談，惟雙方始終沒有進展，徐廣縉指入城將致「民情憤激，眾怒難犯，非官所能禁止」，而文咸則堅持踐約，並表示福州、上海都可以入城，如果廣州繼續拒絕入城要求，將會率艦到天津「伸冤」。徐廣縉隨後向文咸表示，入城決定須進一步上請京師，故未能立即答覆，而文咸為了儘早得到回覆，曾表示願意提供快船代為傳遞信息，但被徐廣縉婉拒。
未幾，京師在同年3月下詔，表示為了踐約，容許英國人入城一次，但下不為例，惟而有關建議仍為徐廣縉所反對。徐廣縉認為，英國人一旦入城，將會導致人心瓦解，內外交訌，不可一試。同時間，文咸為了展示英方實力，特地將三艘軍艦調到香港，並以小艇測水探路，以示恫嚇，但這樣卻進一步激起廣州民情。在得到徐廣縉支持下，廣州十三行在3月開始停止通商，而民間更組織團練十萬，防範英國人入城，形勢十分危急。貿易中斷後，各國外商損失慘重，為了重開貿易，英商士紳遂向文咸發聯署信，要求擱置入城要求。
受到各方壓力下，文咸終在1849年4月9日致函徐廣縉，信中表示「所爭論的問題沒有進展，只得暫時擱置」，根據文咸與及英方的信中原意，入城議題只因為沒有進展而暫時擱置，但有關信件被英方的德籍翻譯郭士立翻譯後，卻變成「所議之款，今如前未定，必須存候也」，結果根據徐廣縉的解讀，就以為英方已經永遠放棄進入廣州城的要求，並且向道光帝加以稟報。
有關入城踐約之爭後隨著貿易重開而被擱置下來，但數個月以後，文咸復提出入城之議，惟徐廣縉以貿易已經恢復而加以拒絕。在1850年，文咸曾遣人到上海及天津向大學士穆彰阿及耆英遞信陳情，但都沒有下文，此後入城踐約一事就慢慢被擱置下來。終文咸一任，外國人始終不能進入廣州城，一直到第二次鴉片戰爭以後，廣州門禁才得以打破。

#### 太平天國
在1851年1月，拜上帝會創辦人洪秀全在廣西發動金田起義，聚眾建立太平天國，試圖推翻積弱的清廷。太平天國之亂很快席捲整個江南地區，及至1853年，太平軍人數已暴增至五十萬人，大軍更在同年3月攻陷南京，並將之定為「天京」，一時之間，聲勢十分浩大。
當時外國對於清廷及太平天國誰勝誰負，沒有把握，因此初時多表示保持中立。由於太平天國主張信奉上帝和基督，而領袖洪秀全更自命「天王」，與基督以「天兄」相稱，因此引起不少外國人的興趣。其中，為了清楚了解太平天國的對外態度，文咸在1853年4月27日乘坐「HMS赫爾梅斯號」（HMS Hermes），親自抵達「天京」訪問洪秀全。

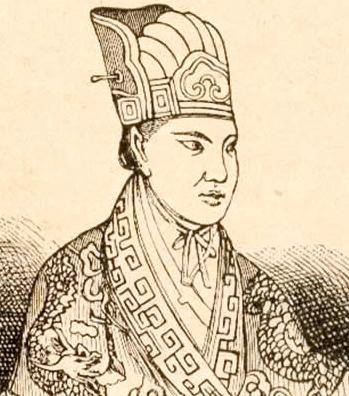
文咸曾試圖與太平天國「天王」洪秀全會面，但不成功。

文咸抵達不久，就因宮廷儀規而未能直接與洪秀全見面，但他的翻譯密迪樂就成功拜會「北王」韋昌輝和「翼王」石達開。然而，在與太平天國交涉期間，文咸對之大感失望，儘管他得知洪秀全承諾讓外國人在太平天國內自由通商，但他卻拒絕承認清廷與英國簽訂的《南京條約》。文咸曾言如果太平天國拒絕承認外國在華通商權益，將使英國協助清廷一方，但太平天國一方卻不為所動。另一方面，文咸發現太平天國高層的生活十分腐敗糜爛、窮奢極侈，而且對外國人不表歡迎，與想像中的基督徒社會有很大出入，這使文咸對洪秀全及太平天國留下不佳印象。
文咸返港後對英國提交報告，報告內對太平天國的描述，促使英方決定繼續保持對兩方中立的態度。與此同時，清國民變使局勢十分動盪，更因此觸發了自香港開埠以來首次的大規模難民潮。為了逃避戰火，大批難民自太平天國之亂後紛紛湧入香港，在1848年，香港島人口僅21,514人，但及至1853年，人口已增至39,107人。有關的人口增長持續至後來太平軍實力減弱而相應回落。有鑑於有太平軍紛紛隨難民入境活動，影響香港治安，文咸又在1854年立例遞解太平天國及天地會成員出境，至同年12月21日，被遞解的人數多達一百多人。

#### 返英休假
文咸在任港督期間，由於身兼全權公使及商務總監，因此經常不在香港。文咸不在香港期間，香港事務皆由香港副總督所負責。文咸任內共有兩位副督，第一位是士他花利少將，他在1851年2月25日卸任後，副督一職由乍畏少將接任。
在1852年3月，文咸因為健康理由而返英休養，至1853年2月才返港繼續職務，期間港督一職皆由乍畏少將署理。此外，文咸返英休假期間，駐廣州領事寶靈博士在1852年4月14日起暫代商務總監職務，期間於港督官邸辦公，至1853年2月16日為止。在英國期間，為表嘉許其對大英帝國的服務，文咸在1852年11月27日獲維多利亞女皇晉封為從男爵，封號為“威爾特郡馬姆斯伯里的文咸從男爵”）。

### 晚年
文咸在1854年4月12日卸任港督職務，並由寶靈博士接任，他從此退出了殖民地服務，1857年3月獲委任為北孟加拉鐵路公司（Northern Bengal Railway Company）主席。文咸後於1863年10月8日在英國倫敦帕丁頓病逝，終年60歲。死後與亡妻一同安葬於倫敦肯薩爾園公墓（Kensal Green Cemetery）。

## 家庭

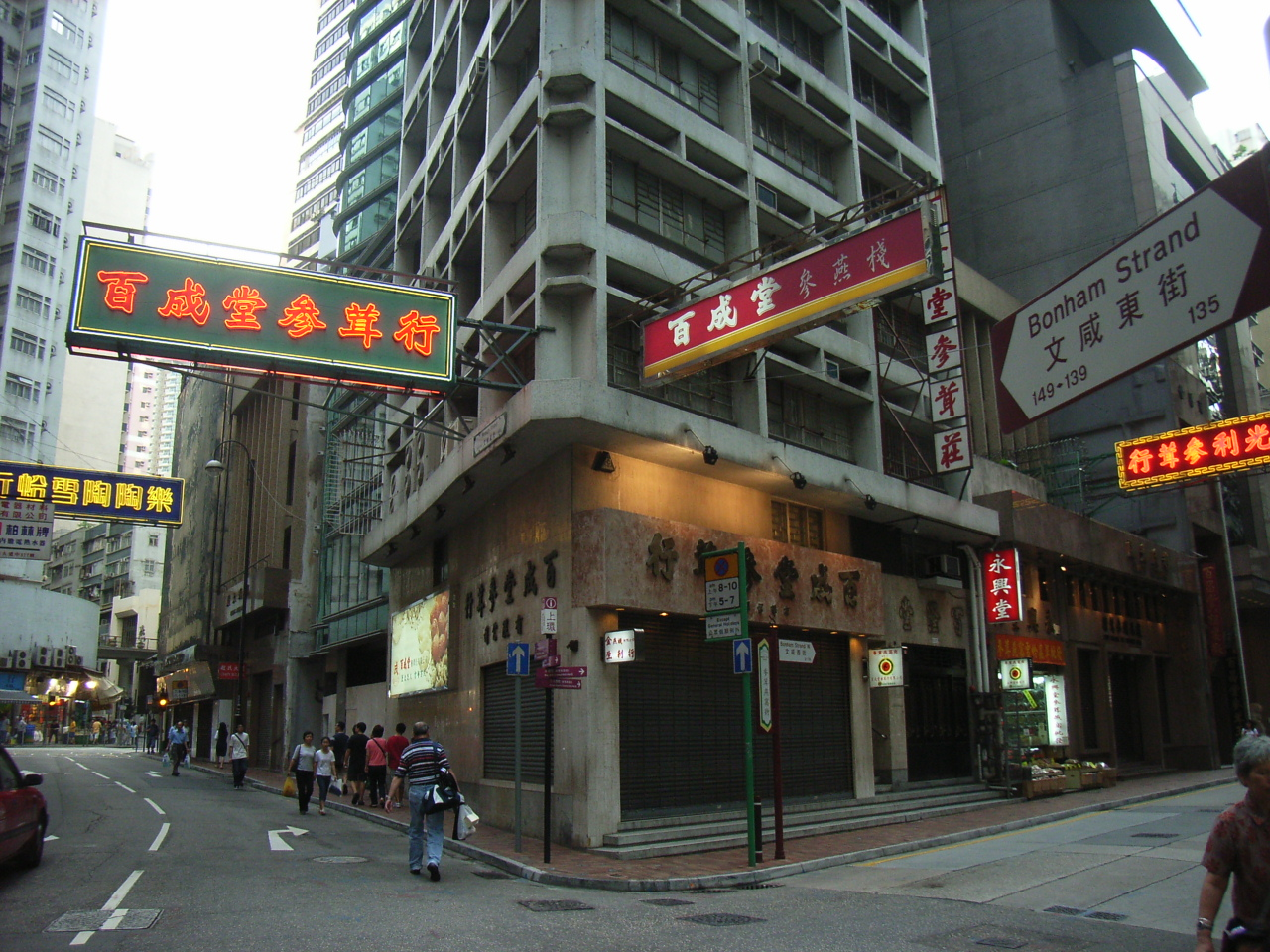
文咸東街

文咸在1846年6月16日在倫敦漢諾威廣場的聖喬治教堂舉行婚禮，迎娶埃倫·埃米拉·巴納德（Ellen Emelia Barnard）為妻。埃倫的父親為托馬斯·巴納德（Thomas Bernard），曾任職於東印度公司，於孟買當公務員。埃倫與丈夫同以善於交際著稱，她後於1859年4月3日逝世，夫婦兩人育有一獨子：
- 喬治·法蘭西斯·般咸 （George Francis Bonham，在父親死後世襲為從男爵，1847年8月28日—1927年7月31日）

## 評價
文咸在歷史上獲得了良好的評價。文咸為人以公正、敦厚、大方隨和以及富有活力著稱，這使得他深受殖民地的英籍居民愛戴；而他往往有考慮英商的利益，亦使他不像香港首任總督砵甸乍爵士和次任港督戴維斯爵士那樣，遭到英商杯葛和向倫敦告狀。在他的治下，不論是海峽殖民地還是香港，局勢都相對平靜，殖民地各方面平穩發展，而時任外相巴麥尊勳爵亦曾讚揚，指文咸擁有「實事求事的常識」（practical common sense）去將殖民地治理好。
著名香港史專家安德葛（G. B. Endacott）曾評價認為文咸具「親和力、思想細密，以及明白有甚麼事最好不要理會」，本身亦沒有「刻意顯露自我或表現自己的領導才能」，他的種種處事作風，使安德葛同意文咸是香港開埠以來的「首位模範港督」（the first model governor of Hong Kong）。

## 榮譽

### 勳銜
- C.B. （1848年[1]）
- K.C.B. （1850年[1]）
- Bt. （1852年11月27日）

### 以他命名的事物
- 文咸東街及文咸西街：位於香港上環，自文咸填海計劃所開闢。
- 般咸道：位於香港半山區。
- 般咸道官立小學：位於般咸道。
- 蒙咸街（Bonham Street）：位於新加坡萊佛士坊的一條近河小街，兩邊分別是大華銀行大廈二座和百得利路6號。
- 蒙咸山（Bukit Tuan Bonham）：位於新加坡，現稱「福康寧」（Fort Canning）。

## 注腳
1. 1 2 3 4 5 6  Urban (1863), p. 665.
2. ↑  Thomson (1864), p. 187.
3. ↑  為免引人話柄，徐廣縉僅向外表示自己前往虎門檢視炮台。
4. ↑  原文為「...the question at issue rests where it was, and must remain in abeyance.」。
5. 1 2  Sykes (1863), p. 14.
6. ↑  據記載，石達開明確表示「爾等如幫助滿人，真是大錯，但即令助之，亦是無用的」。. 右灰文化傳播. 2017年: p. 195  [2019-03-04]. （原始内容存档于2019-08-12）.
7. ↑  Sykes (1863), p. 17.
8. ↑  在任至1854年4月。
9. ↑  Clarke (1857), p. 232.

### 英文資料
- Hyde Clarke, Colonization, Defence, and Railways in our Indian Empire, London: John Weale, 59, High Holborn, WC, 1857.
- William Henry Sykes, The Taeping Rebellion in China: Its Origins, Progress, and Present, London: Warren Hall & Co, 1863.
- Sylvanus Urban, "Obituary （页面存档备份，存于）", The Gentleman's Magazine, Oxford: Cornmarket, Messrs Parker, 1863.
- John Turnbull Thomson, Some Glimpses into Life in the Far East, London: Richardson & Company, 1864.
- T. Paul Gregory, "A CENTURY OF ADMINISTRATION IN HONGKONG: GOVERNORS WHO HAVE GUIDED OUR DESTINIES", Hong Kong Telegraph, 4 February, 1939.
- Emmet Lincoln Smith and Elmer Burt Hazie, Bonham, 1631-1959: Letters, Quotations, Genealogical Charts, Illustrations..., University of Wisconsin, 1959.
- John J. Nolde, "The "False Edict" of 1849", The Journal of Asian Studies, Vol. 20, No. 3, United States: Association for Asian Studies, May, 1961.
- Ernest John Eitel, Europe in China: the History of Hongkong from the Beginning to the Year 1882, Taipei: Ch'eng-wen Pub. Co., 1968.
- Frank Welsh, A History of Hong Kong, London: HarperCollins Publishers, 1993.
- Russell Spurr, Excellency: the governors of Hong Kong, Hong Kong: FormAsia, 1995.
- "Chapter 19: The Western Foothold in Asia", Korea in the Eye of the Tiger, 1997.
- G. B. Endacott, A Biographical Sketch-Book of Early Hong Kong （页面存档备份，存于）, Hong Kong: Hong Kong University Press, 2005.
- Kinkonkid, "shots@ bonham hill - from daguerreotype to digital （页面存档备份，存于）", i came i saw i come i see, 1 November, 2006.
- "Captain George Bonham （页面存档备份，存于）", the Peerage.com,  retrieved on 3 May, 2008.
- "Sir Samuel George Bonham, 1st Bt. （页面存档备份，存于）", the Peerage.com,  retrieved on 3 May, 2008.
- "Samuel Bonham （页面存档备份，存于）", the Peerage.com,  retrieved on 3 May, 2008.
- "Foreign Concessions and Colonies （页面存档备份，存于）", Worldstatesmen.org, retrieved on 3 May, 2008.
- "Singapore（页面存档备份，存于）", Worldstatesmen.org, retrieved on 3 May, 2008.
- "Malay States （页面存档备份，存于）", Worldstatesmen.org, retrieved on 3 May, 2008.
- "Orsett House", ukonline.co.uk, retrieved on 3 May, 2008.
- "BONHAM of Malmesbury,Wilts （页面存档备份，存于）", leighrayment.com, retrieved on 3 May, 2008.
- Leo van de Pas, "Descendants of Otton de Warnant", worldroots.com, retrieved on 3 May, 2008.

### 中文資料
- 趙爾巽，〈列傳一百八十一 （页面存档备份，存于）〉，《清史稿》，1929年。
- 胡禮忠、戴鞍鋼新撰，《晚清史》，香港：中華書局，1998年。
- 張連興，《香港二十八總督》，北京：朝華出版社，2007年6月。
- 蕭國健，《本地文物教育與初中中國歷史科新修訂課程》，2008年5月3日造訪。
- 〈中國歷史記事〉，《中華博物》，2008年5月3日造訪。

## 延伸閱讀
- John J. Nolde, "The "False Edict" of 1849", The Journal of Asian Studies, Vol. 20, No. 3, United States: Association for Asian Studies, May, 1961.
- Ernest John Eitel, Europe in China: the History of Hongkong from the Beginning to the Year 1882, Taipei: Ch'eng-wen Pub. Co., 1968.
- G. B. Endacott, A Biographical Sketch-Book of Early Hong Kong, Hong Kong: Hong Kong University Press, 2005.

## 外部連結
- 有關文咸從寧波訪問太平天國後返港的報導 （页面存档备份，存于），載於1853年7月8日《紐約時報》。

| 官衔                          | 官衔                              | 官衔                        |
| ----------------------------- | --------------------------------- | --------------------------- |
| 前任者： 肯尼士·莫契森        | 第4任海峽殖民地總督 1836年–1843年 | 繼任者： 威廉·約翰·巴德沃爾 |
| 前任者： 依貝遜               | 威爾斯太子島總督 1837年–1843年    | 繼任者： 巴德沃爾           |
| 前任者： 士他花利少將（署理） | 第3任香港總督 1848年–1854年       | 繼任者： 寶寧爵士           |
| 前任者： 戴維斯爵士           | 英國駐華全權公使 1848年–1854年    | 繼任者： 寶寧爵士           |
| 前任者： 戴維斯爵士           | 英國駐華商務總監 1848年–1854年    | 繼任者： 寶寧爵士           |

| 前任者： 新創設 | 威爾特郡馬姆斯伯里的文咸從男爵 1852年–1863年 | 繼任者： 喬治·法蘭西斯·文咸 |